# Wahlkreis Edinburgh Southern
| Edinburgh Southern           |
| ---------------------------- |
| Edinburgh Southern · Lothian |
| Gebildet                     |
| 1999                         |
| Abgeordneter                 |
| Daniel Johnson (Labour)      |
| Regionen                     |
| Edinburgh                    |

Edinburgh Southern ist ein Wahlkreis für das Schottische Parlament. Er wurde 1999 unter der Bezeichnung Edinburgh South als einer von neun Wahlkreisen der Wahlregion Lothians eingeführt. Im Zuge der Revision der Wahlregionen im Jahre 2011 wurde die Region Lothians neu zugeschnitten und in Lothian umbenannt. Hierbei wurden auch die Grenzen von Edinburgh South neu gezogen und der Wahlkreis in Edinburgh Southern umbenannt. Der Wahlkreis umfasst die südlichen Gebiete von Edinburgh und entsendet einen Abgeordneten.
Der Wahlkreis erstreckt sich über eine Fläche von 19,2 km2. Im Jahre 2020 lebten 81.721 Personen innerhalb seiner Grenzen.

## Wahlergebnisse

### Parlamentswahl 1999
| Ergebnisse der Parlamentswahl 1999 | Ergebnisse der Parlamentswahl 1999 | Ergebnisse der Parlamentswahl 1999 | Ergebnisse der Parlamentswahl 1999 |
| Partei                             | Kandidat                           | Stimmen                            | %                                  |
| ---------------------------------- | ---------------------------------- | ---------------------------------- | ---------------------------------- |
| Labour                             | Angus MacKay                       | 14.869                             | 37,1                               |
| SNP                                | Margo MacDonald                    | 9445                               | 23,5                               |
| Liberal Democrats                  | Mike Pringle                       | 8961                               | 22,3                               |
| Conservative                       | Iain Whyte                         | 6378                               | 15,9                               |
| Socialist Workers                  | William Black                      | 482                                | 1,2                                |
| Wahlbeteiligung: 40.135 (62,61 %)  |                                    |                                    |                                    |

### Parlamentswahl 2003
| Ergebnisse der Parlamentswahl 2003 | Ergebnisse der Parlamentswahl 2003 | Ergebnisse der Parlamentswahl 2003 | Ergebnisse der Parlamentswahl 2003 | Ergebnisse der Parlamentswahl 2003 |
| Partei                             | Kandidat                           | Stimmen                            | %                                  | ±                                  |
| ---------------------------------- | ---------------------------------- | ---------------------------------- | ---------------------------------- | ---------------------------------- |
| Liberal Democrats                  | Mike Pringle                       | 10.005                             | 32,1                               | +9,8                               |
| Labour                             | Angus MacKay                       | 9847                               | 31,6                               | −5,5                               |
| Conservative                       | Gordon Buchan                      | 5180                               | 16,6                               | +0,7                               |
| SNP                                | Alex Orr                           | 4396                               | 14,1                               | −9,4                               |
| Socialist                          | Shirley Gibb                       | 1768                               | 5,7                                | +5,7                               |
| Wahlbeteiligung: 31.196 (51,68 %)  |                                    |                                    |                                    |                                    |

### Parlamentswahl 2007
| Ergebnisse der Parlamentswahl 2007 | Ergebnisse der Parlamentswahl 2007 | Ergebnisse der Parlamentswahl 2007 | Ergebnisse der Parlamentswahl 2007 | Ergebnisse der Parlamentswahl 2007 |
| Partei                             | Kandidat                           | Stimmen                            | %                                  | ±                                  |
| ---------------------------------- | ---------------------------------- | ---------------------------------- | ---------------------------------- | ---------------------------------- |
| Liberal Democrats                  | Mike Pringle                       | 11.398                             | 35,0                               | +2,9                               |
| Labour                             | Donald Anderson                    | 9469                               | 29,1                               | −2,5                               |
| SNP                                | Robert Holland                     | 6117                               | 18,8                               | +4,7                               |
| Conservative                       | Gavin Brown                        | 5589                               | 17,2                               | +0,6                               |
| Wahlbeteiligung: 32.573 (56,53 %)  |                                    |                                    |                                    |                                    |

### Parlamentswahl 2011
| Ergebnisse der Parlamentswahl 2011 | Ergebnisse der Parlamentswahl 2011 | Ergebnisse der Parlamentswahl 2011 | Ergebnisse der Parlamentswahl 2011 | Ergebnisse der Parlamentswahl 2011 |
| Partei                             | Kandidat                           | Stimmen                            | %                                  | ±                                  |
| ---------------------------------- | ---------------------------------- | ---------------------------------- | ---------------------------------- | ---------------------------------- |
| SNP                                | Jim Eadie                          | 9947                               | 29,4                               | +10,6                              |
| Labour                             | Paul Godzik                        | 9254                               | 27,4                               | −1,7                               |
| Liberal Democrats                  | Mike Pringle                       | 8279                               | 24,6                               | −10,4                              |
| Conservative                       | Gavin Brown                        | 6298                               | 18,6                               | +1,4                               |
| Wahlbeteiligung: 33.796 (61,60 %)  |                                    |                                    |                                    |                                    |

### Parlamentswahl 2016
| Ergebnisse der Parlamentswahl 2016 | Ergebnisse der Parlamentswahl 2016 | Ergebnisse der Parlamentswahl 2016 | Ergebnisse der Parlamentswahl 2016 | Ergebnisse der Parlamentswahl 2016 |
| Partei                             | Kandidat                           | Stimmen                            | %                                  | ±                                  |
| ---------------------------------- | ---------------------------------- | ---------------------------------- | ---------------------------------- | ---------------------------------- |
| Labour                             | Daniel Johnson                     | 13.597                             | 35,5                               | +8,2                               |
| SNP                                | Jim Eadie                          | 12.474                             | 32,6                               | +3,2                               |
| Conservative                       | Miles Briggs                       | 9.972                              | 26,1                               | +7,4                               |
| Liberal Democrats                  | Pramod Subbaraman                  | 2.216                              | 5,8                                | −18,8                              |
| Wahlbeteiligung: 38.259 (64,2 %)   |                                    |                                    |                                    |                                    |

### Parlamentswahl 2021
| Ergebnisse der Parlamentswahl 2021 | Ergebnisse der Parlamentswahl 2021 | Ergebnisse der Parlamentswahl 2021 | Ergebnisse der Parlamentswahl 2021 | Ergebnisse der Parlamentswahl 2021 |
| Partei                             | Kandidat                           | Stimmen                            | %                                  | ±                                  |
| ---------------------------------- | ---------------------------------- | ---------------------------------- | ---------------------------------- | ---------------------------------- |
| Labour                             | Daniel Johnson                     | 20,760                             | 45,9                               | +10,4                              |
| SNP                                | Catriona MacDonald                 | 16.738                             | 37,0                               | +4,4                               |
| Conservative                       | Miles Briggs                       | 5.258                              | 11,6                               | −14,5                              |
| Liberal Democrats                  | Fred Mackintosh                    | 2.189                              | 4,8                                | −1,0                               |
| Scottish Family Party              | Philip Holden                      | 317                                | 0,7                                | +0,7                               |
| Wahlbeteiligung: 71 %              |                                    |                                    |                                    |                                    |